# Mohit Suri
Pour les articles homonymes, voir Suri (homonymie).
Mohit Suri, né le 11 avril 1981, est un réalisateur et scénariste indien de Bollywood, neveu de Mahesh Bhatt.

## Filmographie

### Assistant réalisateur
- 2000 : Kasoor, de Vikram Bhatt, avec Aftab Shivdasani (en), Divya Dutta et Lisa Ray - Assistant de Vikram Bhatt
- 2002 : Awara Paagal Deewana, de Vikram Bhatt, avec Akshay Kumar, Sunil Shetty et Johnny Lever - Assistant de Vikram Bhatt
- 2003 : Footpath, de Vikram Bhatt, avec Aftab Shivdasani (en), Bipasha Basu et Emraan Hashmi - Assistant de Vikram Bhatt

### Réalisateur
- 2005 : Zeher, avec Emraan Hashmi, Shamita Shetty et Udita Goswami
- 2005 : Kalyug, avec Kunal Khemu, Deepal Shaw et Emraan Hashmi
- 2006 : Woh Lamhe, avec Kangna Ranaut
- 2007 : Awarapan, avec Emraan Hashmi
- 2009 : Raaz: The Mystery Continues, avec Kangna Ranaut et Emraan Hashmi
- 2010 : Crook: It's Good to Be Bad, avec Emraan Hashmi
- 2011 : Murder 2, avec Emraan Hashmi
- 2014 : Ek Villain
- 2025 : Saiyaara